# Tercera Federación (Grupo VII)
El Grupo VII de la Tercera Federación es la quinta categoría del fútbol español en la Comunidad de Madrid. Es la división inmediatamente inferior a la Segunda Federación y por encima de las divisiones regionales, por lo que se considera la última categoría nacional de liga española. Fue creada en la temporada 2021-22 y es una categoría no profesional.
El Grupo VII es el heredero de su homónimo desde la temporada 2021-22 del Grupo VII de Tercera División, que se creó en la temporada 1979-80.

## Sistema de competición
El Grupo VII de Tercera Federación está integrado, desde la temporada 2023-24, por 18 equipos. En la temporada 2021-22 eran 21 y en la 2022-23 lo formaban 16.
El sistema de competición es el mismo que en el resto de categorías de la Liga. Se disputa anualmente, empezando a finales del mes de agosto o principios de septiembre, y concluye en el mes de mayo o junio del siguiente año.
Los equipos del grupo se enfrentan todos contra todos en dos ocasiones, una en campo propio y otra en campo contrario. El orden de los encuentros se decide por sorteo antes de empezar la competición. El ganador de un partido obtiene tres puntos, el perdedor no suma ninguno y, en caso de un empate, se reparte un punto para cada equipo.
Al término de la temporada, el primer clasificado (excluyendo a los equipos filiales) se clasifica para disputar la siguiente edición de la Copa del Rey, junto a los 7 mejores segundos de Tercera Federación.

### Ascenso a Segunda Federación
Una vez finalizada la temporada regular, el primer clasificado se proclama campeón y asciende directamente a Segunda Federación, mientras que los clasificados entre el segundo y el quinto lugar disputan un playoff territorial para decidir una plaza que da acceso a la Promoción de ascenso a Segunda Federación. Esta promoción consta de una ronda de eliminación directa en la que el vencedor asciende de categoría.

### Descenso a Preferente Madrid
Al término de la temporada los tres últimos clasificados descienden directamente a Preferente Madrid. Existe la posibilidad de que desciendan además tantos equipos a Preferente Madrid, como equipos de Preferente Madrid que desciendan de la Segunda Federación a Tercera Federación. También puede ocurrir que algunos de los equipos del grupo clasificados para el playoff logre el ascenso a la Segunda Federación, en cuyo caso ascenderían a Tercera Federación tantos conjuntos de Preferente Madrid como clubes hayan logrado el ascenso a Segunda Federación.

### Equipos filiales
Los equipos filiales pueden participar en Tercera Federación si sus primeros equipos compiten en una categoría superior de la Liga —Primera División, Segunda División, Primera Federación o Segunda Federación—. Los filiales y sus respectivos primeros equipos no pueden competir en la misma categoría; por ello, si un equipo desciende a Segunda Federación y su filial queda primero o gana los playoff de ascenso a esta categoría, deberá quedarse obligatoriamente en Tercera Federación. Del mismo modo, un filial que se haya clasificado para la fase de ascenso a Segunda Federación no puede disputarla si el primer equipo milita en dicha categoría. En este caso, lo sustituye el sexto clasificado. Esto no será así si el primer equipo milita en Segunda Federación, pero se clasifica para la fase de ascenso a Primera Federación.

## Equipos participantes
La Tercera Federación 2021-22 fue disputada por los siguientes equipos:
La Tercera Federación 2022-23 fue disputada por los siguientes equipos:
La Tercera Federación 2023-24 fue disputada por los siguientes equipos:
La Tercera Federación 2024-25 fue disputada por los siguientes equipos:
La Tercera Federación 2025-26 fue disputada por los siguientes equipos:

## Clasificación histórica
Actualizado=19 de mayo de 2025
| Clasificación histórica | Clasificación histórica          | Clasificación histórica        | Clasificación histórica | Clasificación histórica | Clasificación histórica | Clasificación histórica | Clasificación histórica | Clasificación histórica | Clasificación histórica | Clasificación histórica | Clasificación histórica | Clasificación histórica | Clasificación histórica | Clasificación histórica | Clasificación histórica |
| Pos.                    | ban                              | Equipo                         | Temp.                   | Ptos.                   | PJ                      | PG                      | PE                      | PP                      | GF                      | GC                      | DG                      | Cam                     | Sub                     | Pro                     | Asc                     |
| ----------------------- | -------------------------------- | ------------------------------ | ----------------------- | ----------------------- | ----------------------- | ----------------------- | ----------------------- | ----------------------- | ----------------------- | ----------------------- | ----------------------- | ----------------------- | ----------------------- | ----------------------- | ----------------------- |
| 1                       |                                  | R. S. D. Alcalá                | 4                       | 233                     | 138                     | 66                      | 35                      | 37                      | 196                     | 147                     | 49                      | 1                       | 0                       | 0                       | 1                       |
| 2                       |                                  | Las Rozas C. F.                | 4                       | 224                     | 138                     | 63                      | 35                      | 40                      | 201                     | 152                     | 49                      | 0                       | 1                       | 2                       | 0                       |
| 3                       | /                                | C. D. B. Paracuellos Antamira  | 4                       | 196                     | 138                     | 54                      | 34                      | 50                      | 175                     | 179                     | 20                      | 0                       | 0                       | 2                       | 0                       |
| 4                       |                                  | A. D. Torrejón C. F.           | 4                       | 194                     | 138                     | 51                      | 41                      | 46                      | 181                     | 176                     | 5                       | 0                       | 0                       | 1                       | 0                       |
| 5                       | Bandera de la Ciudad de Madrid   | Rayo Vallecano "B"             | 4                       | 190                     | 138                     | 53                      | 31                      | 54                      | 215                     | 193                     | 22                      | 0                       | 1                       | 1                       | 1                       |
| 6                       |                                  | C. D. Galapagar                | 4                       | 186                     | 138                     | 53                      | 31                      | 54                      | 215                     | 197                     | 18                      | 0                       | 0                       | 1                       | 0                       |
| 7                       |                                  | C. F. Trival Valderas          | 4                       | 176                     | 138                     | 44                      | 44                      | 50                      | 158                     | 174                     | -16                     | 0                       | 0                       | 0                       | 0                       |
| 8                       |                                  | A. D. Alcorcón "B"             | 3                       | 161                     | 108                     | 43                      | 32                      | 33                      | 154                     | 122                     | 32                      | 0                       | 0                       | 1                       | 1                       |
| 9                       |                                  | C. D. F. Tres Cantos           | 3                       | 140                     | 108                     | 39                      | 23                      | 46                      | 129                     | 144                     | -15                     | 0                       | 0                       | 0                       | 0                       |
| 10                      |                                  | C. D. E. Ursaria               | 2                       | 132                     | 70                      | 36                      | 24                      | 10                      | 109                     | 49                      | 60                      | 1                       | 0                       | 0                       | 1                       |
| 11                      |                                  | A. D. Parla                    | 3                       | 128                     | 108                     | 33                      | 29                      | 46                      | 121                     | 151                     | -30                     | 0                       | 0                       | 0                       | 0                       |
| 12                      |                                  | C. U. Collado Villalba         | 3                       | 125                     | 98                      | 33                      | 26                      | 39                      | 116                     | 127                     | -11                     | 0                       | 0                       | 0                       | 0                       |
| 13                      |                                  | C. F. Pozuelo de Alarcón       | 3                       | 123                     | 104                     | 29                      | 36                      | 39                      | 104                     | 143                     | -39                     | 0                       | 0                       | 0                       | 0                       |
| 14                      | Bandera del municipio de Getafe  | Getafe C. F. "B"               | 2                       | 115                     | 70                      | 32                      | 19                      | 19                      | 105                     | 70                      | 35                      | 0                       | 0                       | 1                       | 1                       |
| 15                      | Bandera de la ciudad de Móstoles | C. D. Móstoles U.R.J.C.        | 2                       | 110                     | 64                      | 31                      | 17                      | 16                      | 95                      | 65                      | 30                      | 0                       | 1                       | 2                       | 0                       |
| 16                      | Bandera de la Ciudad de Leganés  | C. D. Leganés "B"              | 2                       | 109                     | 68                      | 29                      | 22                      | 17                      | 108                     | 72                      | 36                      | 0                       | 0                       | 1                       | 0                       |
| 17                      | /                                | C. F. Fuenlabrada Promesas     | 2                       | 104                     | 70                      | 29                      | 17                      | 24                      | 92                      | 94                      | -2                      | 0                       | 0                       | 1                       | 0                       |
| 18                      | Bandera de la Ciudad de Madrid   | S. A. D. Villaverde San Andrés | 2                       | 99                      | 74                      | 27                      | 18                      | 29                      | 87                      | 82                      | 5                       | 0                       | 0                       | 1                       | 0                       |
| 19                      | Bandera de la Ciudad de Madrid   | C. D. Canillas                 | 3                       | 97                      | 98                      | 24                      | 25                      | 49                      | 105                     | 160                     | -55                     | 0                       | 0                       | 0                       | 0                       |
| 20                      | Bandera de la Ciudad de Madrid   | Atlético de Madrid "B"         | 1                       | 95                      | 40                      | 29                      | 8                       | 3                       | 82                      | 26                      | 56                      | 1                       | 0                       | 0                       | 1                       |
| 21                      | Bandera de la Ciudad de Madrid   | Real Madrid C. F. "C"          | 1                       | 76                      | 34                      | 23                      | 7                       | 4                       | 62                      | 18                      | 44                      | 1                       | 0                       | 0                       | 1                       |
| 22                      | Bandera de la Ciudad de Madrid   | R. C. D. Carabanchel           | 2                       | 75                      | 74                      | 17                      | 24                      | 33                      | 73                      | 99                      | -26                     | 0                       | 0                       | 0                       | 0                       |
| 23                      | Bandera de la Ciudad de Madrid   | R.S.C. Internacional F. C.     | 1                       | 67                      | 30                      | 21                      | 4                       | 5                       | 73                      | 25                      | 43                      | 0                       | 1                       | 1                       | 0                       |
| 24                      | Bandera de la Ciudad de Madrid   | C. D. C. Moscardó              | 2                       | 67                      | 74                      | 19                      | 10                      | 45                      | 68                      | 127                     | -59                     | 0                       | 0                       | 1                       | 1                       |
| 25                      | Bandera de la Ciudad de Madrid   | E. D. Moratalaz                | 1                       | 43                      | 40                      | 12                      | 7                       | 21                      | 46                      | 73                      | -27                     | 0                       | 0                       | 0                       | 0                       |
| 26                      |                                  | A. D. Villaviciosa de Odón     | 1                       | 38                      | 40                      | 10                      | 8                       | 22                      | 47                      | 73                      | -26                     | 0                       | 0                       | 0                       | 0                       |
| 27                      |                                  | A. D. Cala Pozuelo             | 1                       | 38                      | 34                      | 10                      | 8                       | 16                      | 42                      | 52                      | -10                     | 0                       | 0                       | 0                       | 0                       |
| 28                      |                                  | A. D. Complutense Alcalá       | 1                       | 37                      | 40                      | 9                       | 10                      | 21                      | 31                      | 58                      | -27                     | 0                       | 0                       | 0                       | 0                       |
| 29                      | Bandera de la Ciudad de Madrid   | Aravaca C. F.                  | 1                       | 35                      | 34                      | 9                       | 8                       | 17                      | 42                      | 52                      | -10                     | 0                       | 0                       | 0                       | 0                       |
| 30                      |                                  | F. C. Villanueva del Pardillo  | 1                       | 35                      | 34                      | 8                       | 11                      | 15                      | 27                      | 39                      | -12                     | 0                       | 0                       | 0                       | 0                       |
| 31                      |                                  | C. D. El Álamo                 | 1                       | 22                      | 34                      | 5                       | 7                       | 22                      | 29                      | 61                      | -32                     | 0                       | 0                       | 0                       | 0                       |
| 32                      |                                  | Real Aranjuez C. F.            | 1                       | 16                      | 30                      | 4                       | 4                       | 22                      | 21                      | 64                      | -43                     | 0                       | 0                       | 0                       | 0                       |

## Ediciones
| Tercera Federación (Grupo VII) | Tercera Federación (Grupo VII) | Tercera Federación (Grupo VII) | Tercera Federación (Grupo VII) | Tercera Federación (Grupo VII) | Tercera Federación (Grupo VII)                                                                             |
| Edición                        | Temp.                          | Campeón                        | Subcampeón                     | Copa RFFM de 3.ª División      | Notas |
| ------------------------------ | ------------------------------ | ------------------------------ | ------------------------------ | ------------------------------ | --- |
| I                              | 2021-22                        | Atlético de Madrid "B"         | Las Rozas C. F.                | C. F. Fuenlabrada Promesas     | Se instaura la nueva denominación de la competición, anteriormente Tercera División de España (Grupo VII). |
| II                             | 2022-23                        | C. D. E. Ursaria               | RSC Internacional F. C.        | -                              | Dejó de disputarse la Copa RFFM de 3.ª División.                                                           |
| III                            | 2023-24                        | Real Madrid "C"                | C. D. Móstoles URJC            | -                              | |
| IV                             | 2024-25                        | R. S. D. Alcalá                | Rayo Vallecano "B"             | -                              | |
| V                              | 2025-26                        | Bandera de ?                   | Bandera de ?                   | -                              | |

### Palmarés
| Equipo                  | Títulos | Temporadas | Subcampeonatos | Temporadas |
| ----------------------- | ------- | ---------- | -------------- | ---------- |
| Atlético de Madrid "B"  | 1       | 2021-22.   | -              | -          |
| C. D. E. Ursaria        | 1       | 2022-23.   | -              | -          |
| Real Madrid "C"         | 1       | 2023-24.   | -              | -          |
| R. S. D. Alcalá         | 1       | 2024-25.   | -              | -          |
| Las Rozas C. F.         | -       | -          | 1              | 2021-22.   |
| RSC Internacional F. C. | -       | -          | 1              | 2022-23.   |
| C. D. Móstoles URJC     | -       | -          | 1              | 2023-24.   |
| Rayo Vallecano "B"      | -       | -          | 1              | 2024-25.   |

### Títulos por municipios
| Municipio           | Títulos | Subcampeonatos | Campeones                                       | Subcampeones                                        |
| ------------------- | ------- | -------------- | ----------------------------------------------- | --------------------------------------------------- |
| Madrid              | 2       | 2              | Atlético de Madrid "B" (1), Real Madrid "C" (1) | RSC Internacional F. C. (1), Rayo Vallecano "B" (1) |
| Alcalá de Henares   | 1       | -              | R. S. D. Alcalá (1)                             | -                                                   |
| Cobeña              | 1       | -              | C. D. E. Ursaria (1)                            | -                                                   |
| Las Rozas de Madrid | -       | 1              | -                                               | Las Rozas C. F. (1)                                 |
| Móstoles            | -       | 1              | -                                               | C. D. Móstoles URJC (1)                             |

## Copa RFFM de Tercera División (Desde 2018-19 hasta 2021-22)
La Copa RFFM de Tercera División daba inicio a las competiciones de la categoría, era un campeonato oficial anual, desde la primera edición en la temporada 2018-19, en la que participaban los ocho mejores equipos clasificados de la temporada anterior, exceptuando los ascendidos a la Segunda Federación (antes 2.ª División "B"), del Grupo VII de la Tercera Federación.
El torneo se disputaba en dos grupos de cuatro equipos y en liguilla, a una vuelta, en tres jornadas. Los primeros de cada grupo se clasificanban para jugar la final, a partido único, en sede neutral. 
La Copa RFFM Tercera División se considera a todos los efectos una competición oficial por lo que todos los participantes deberían tener su correspondiente licencia en vigor y se nombraba, a tal efecto, un Juez Único de Competición que aplicaba el Código Disciplinario de la RFFM.
Los arbitrajes de todos los partidos correrían, íntegramente, a cargo de la Real Federación de Fútbol de Madrid.
El club del equipo campeón del Torneo recibía un premio en metálico de 3.000€ y trofeo, mientras que el club subcampeón recibía un premio en metálico de 1.500€ más trofeo.
El último campeonato disputado fue en la temporada 2021-22.

### Ediciones
| Edición       | Temporada | Campeón              | Resultado       | Subcampeón           |
| ------------- | --------- | -------------------- | --------------- | -------------------- |
| I             | 2018-19   | A. D. Alcorcón "B"   | 1-1 (3:1 pen.)  | Rayo Vallecano "B"   |
| II            | 2019-20   | C. D. Móstoles URJC  | 1-0             | Rayo Vallecano "B"   |
| III           | 2020-21   | C. D. Móstoles URJC  | 0-0 (5:4 pen.)* | Rayo Vallecano "B"   |
| IV            | 2021-22   | Fuenlabrada Promesas | 1-1 (5:4 pen.)  | A. D. Torrejón C. F. |
| No se disputó | 2022-23   | –                    |                 | –                    |
| No se disputó | 2023-24   | -                    |                 | -                    |

(*) Partido de la final de 45 minutos.

### Palmarés
| Equipo                     | Finales | Títulos | Temporadas        | Subcampeonatos | Temporadas                 |
| -------------------------- | ------- | ------- | ----------------- | -------------- | -------------------------- |
| C. D. Móstoles URJC        | 2       | 2       | 2019-20, 2020-21. | -              | -                          |
| A. D. Alcorcón "B"         | 1       | 1       | 2018-19.          | -              | -                          |
| C. F. Fuenlabrada Promesas | 1       | 1       | 2021-22.          | -              | -                          |
| Rayo Vallecano "B"         | 3       | -       | -                 | 3              | 2018-19, 2019-20, 2020-21. |
| A. D. Torrejón C. F.       | 1       | -       | -                 | 1              | 2021-22.                   |

### Títulos por municipios
| Municipio         | Títulos | Subtítulos | Campeones                      | Subcampeones             |
| ----------------- | ------- | ---------- | ------------------------------ | ------------------------ |
| Móstoles          | 2       | -          | C. D. Móstoles URJC (2)        | -                        |
| Alcorcón          | 1       | -          | A. D. Alcorcón "B" (1)         | -                        |
| Fuenlabrada       | 1       | -          | C. F. Fuenlabrada Promesas (1) | -                        |
| Madrid            | -       | 3          | -                              | Rayo Vallecano "B" (3)   |
| Torrejón de Ardoz | -       | 1          | -                              | A. D. Torrejón C. F. (1) |

### Temporadas
Temporada 2023-24
La Copa RFFM de Tercera División de esta temporada 2023-24 correspondería a la sexta edición, no se disputó por falta de fechas. Ya que varios equipos, clasificados para esta competición, decirieron jugar la Copa RFEF (Fase Regional de Madrid).
Los ocho equipos participantes habrían sido, por orden de clasificación, los siguientes:
| Pos.(1) | Tercera Federación - Grupo VII 2022-23 |
| ------- | -------------------------------------- |
| 2.°     | RSC Internacional F. C.(2)             |
| 4.°     | C. D. B. Paracuellos Antamira          |
| 5.°     | C. D. Móstoles U.R.J.C.(3)             |
| 6.°     | R. S. D. Alcalá(3)                     |
| 7.°     | Las Rozas C. F.(3)                     |
| 8.°     | C. F. Trival Valderas                  |
| 9.°     | C. F. Pozuelo de Alarcón(3)            |
| 10.°    | A. D. Torrejón C. F.(3)                |

Temporada 2022-23
La Copa RFFM de Tercera División de esta temporada 2022-23 correspondería a la quinta edición, no se disputó por falta de fechas. Ya que varios equipos, clasificados para esta competición, decirieron jugar la Copa RFEF (Fase Regional de Madrid).
Los ocho equipos participantes habrían sido, por orden de clasificación, los siguientes:
| Pos.(1) | Tercera División RFEF 2021-22 (Grupo VII) |
| ------- | ----------------------------------------- |
| 2.°     | Las Rozas C. F.                           |
| 3.°     | C. F. Fuenlabrada Promesas                |
| 5.°     | C. D. B. Paracuellos Antamira             |
| 6.°     | C. D. E. Ursaria(2)                       |
| 7.°     | R. S. D. Alcalá(2)                        |
| 8.°     | Getafe C. F. "B"                          |
| 9.°     | Rayo Vallecano "B"                        |
| 10.°    | A. D. Torrejón C. F.(2)                   |

Temporada 2018-19
Fase de Grupos
Grupo 1
| Equipo             | PJ | G | E | P | GF | GC | DG | Pts |
| ------------------ | -- | - | - | - | -- | -- | -- | --- |
| Rayo Vallecano "B" | 3  | 3 | 0 | 0 | 5  | 0  | +5 | 9   |
| Getafe C. F. "B"   | 3  | 1 | 0 | 2 | 2  | 2  | 0  | 3   |
| R. S. D. Alcalá    | 3  | 1 | 0 | 2 | 4  | 5  | -1 | 3   |
| C. D. San Fernando | 3  | 1 | 0 | 2 | 1  | 5  | -4 | 3   |

Jornada 1 (5/8/2018)
| Local              | Resultado | Visitante        |
| ------------------ | --------- | ---------------- |
| C. D. San Fernando | 1-0       | Getafe C. F. "B" |
| Rayo Vallecano "B" | 3-0       | R. S. D. Alcalá  |

Jornada 2 (8/8/2018)
| Local              | Resultado | Visitante          |
| ------------------ | --------- | ------------------ |
| Rayo Vallecano "B" | 1-0       | Getafe C. F. "B"   |
| R. S. D. Alcalá    | 4-0       | C. D. San Fernando |

Jornada 3 (12/8/2018)
| Local              | Resultado | Visitante          |
| ------------------ | --------- | ------------------ |
| Getafe C. F. "B"   | 2-0       | R. S. D. Alcalá    |
| C. D. San Fernando | 0-1       | Rayo Vallecano "B" |

Grupo 2
| Equipo                   | PJ | G | E | P | GF | GC | DG | Pts |
| ------------------------ | -- | - | - | - | -- | -- | -- | --- |
| Alcorcón "B"             | 3  | 2 | 1 | 0 | 5  | 3  | +2 | 7   |
| Alcobendas Sport         | 3  | 2 | 0 | 1 | 3  | 1  | +2 | 7   |
| Móstoles URJC            | 3  | 1 | 0 | 2 | 3  | 4  | -1 | 3   |
| C. D. Pozuelo de Alarcón | 3  | 0 | 0 | 3 | 2  | 5  | -3 | 0   |

Jornada 1 (5/8/2018)
| Local                    | Resultado | Visitante        |
| ------------------------ | --------- | ---------------- |
| Alcorcón "B"             | 2-1       | Móstoles URJC    |
| C. D. Pozuelo de Alarcón | 0-1       | Alcobendas Sport |

Jornada 2 (8/8/2018)
| Local                    | Resultado | Visitante     |
| ------------------------ | --------- | ------------- |
| C. D. Pozuelo de Alarcón | 1-2       | Móstoles URJC |
| Alcobendas Sport         | 1-1       | Alcorcón "B"  |

Jornada 3 (12/8/2018)
| Local         | Resultado | Visitante                |
| ------------- | --------- | ------------------------ |
| Móstoles URJC | 0-1       | Alcobendas Sport         |
| Alcorcón "B"  | 2-1       | C. D. Pozuelo de Alarcón |

Final
Se disputó, el día 19/8/2018, en el Campo García de la Mata  de Madrid.
| Local              | Resultado      | Visitante    |
| ------------------ | -------------- | ------------ |
| Rayo Vallecano "B" | 1–1 (1:3 pen.) | Alcorcón "B" |

| Campeón Agrupación Deportiva Alcorcón "B" 1.° título |